# Michael Romeo

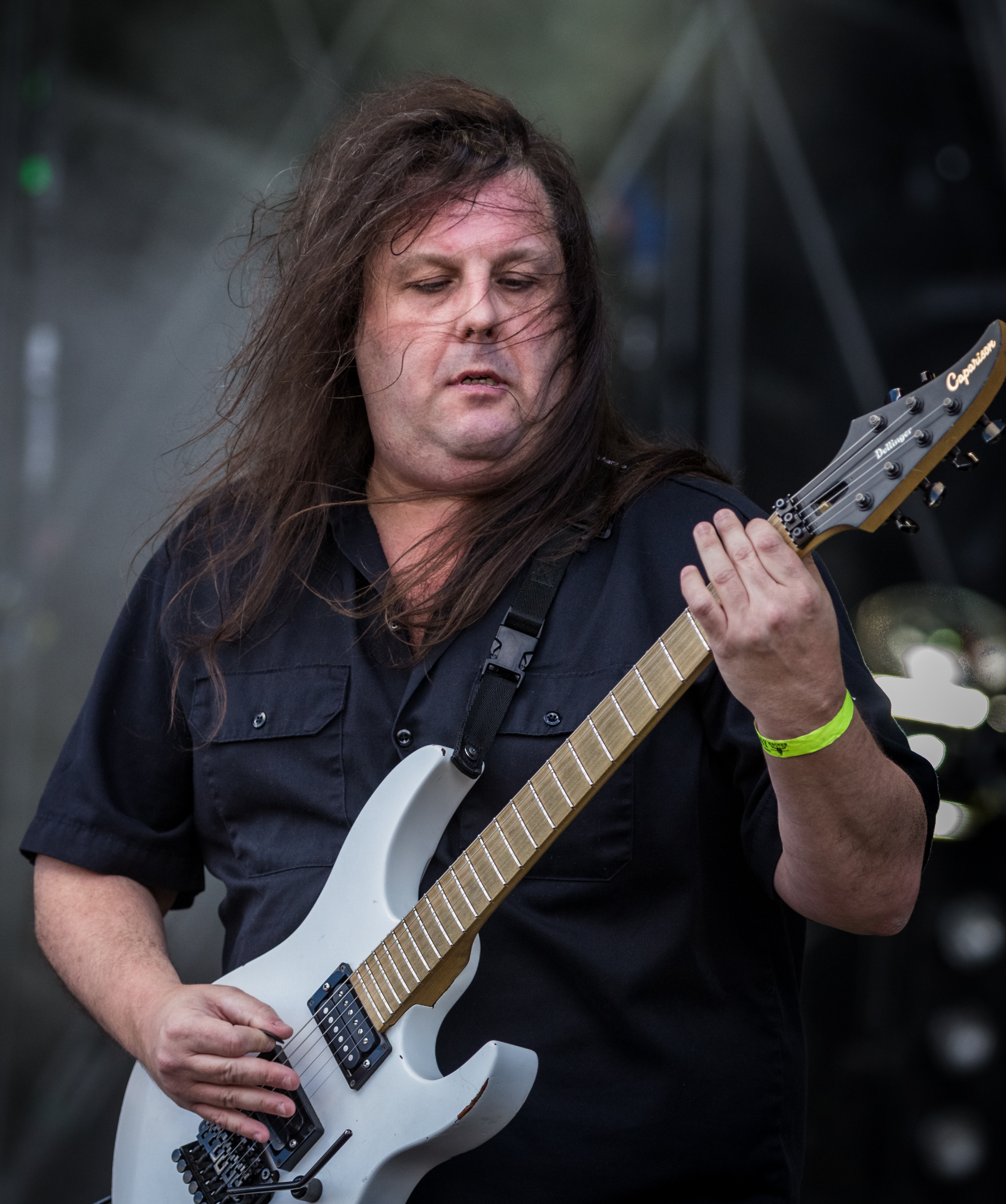
Michael Romeo, 2016

Michael James Romeo (* 6. März 1968 in New York City) ist ein US-amerikanischer Gitarrist und Gründer der Progressive-Metal-Band Symphony X.

## Stil
Mit 14 Jahren fing Romeo an, Gitarre zu spielen und wurde dabei von vielen verschiedenen Gitarristen, aber auch klassischen Komponisten beeinflusst. Der wichtigste Einfluss war Yngwie Malmsteen, dessen „neo-klassischer“ Stil noch heute aus Romeos Musik herauszuhören ist. Dennoch hat Romeo seinen eigenen Stil entwickelt, der ihn von anderen Musikern dieses Genres unterscheidet.
Sehr prägnant für Romeo ist seine relativ häufige Verwendung sogenannter „getappter Arpeggios“, nebst den „klassischen gesweepten Arpeggios“. Er tappt also Arpeggios nicht nur absteigend, sondern auch aufsteigend, meist in simultaner Begleitung eines Keyboards.
Er gilt allgemein als Gitarrenvirtuose, was ihm insbesondere unter Gitarristen einen Status als musician's musician einbrachte.
Typische Scales, die Romeo verwendet, sind die Verminderte Skala, 1. Form (Anhörenⓘ), kombiniert mit der phrygisch-dominanten Tonleiter (Anhörenⓘ) und der Moll-Pentatonik (Anhörenⓘ). Hinzu kommt noch die Ganztonleiter (Anhörenⓘ) sowie Verbindungen von Äolisch mit Lokrisch oder E-Dorian mit D#-Dorian wie am Anfang von „Communion and the Oracle“.

## Solokarriere
Im Jahr 1994 nahm Romeo eine Solo-CD namens „The Dark Chapter“ auf, durch die ein japanisches Plattenlabel auf ihn aufmerksam wurde. Daraufhin wurde angefragt, ob er denn eine Band hätte, die einen Stil wie auf dem Solo-Album spielt, was zur Entstehung von Symphony X führte.
Michael Romeo ist vor allem für sein virtuoses Spiel bekannt, ist aber auch anderweitig talentiert. So produziert er alle Alben von Symphony X selbst und auch die Aufnahmen werden von Romeo in seinem Heimstudio gemacht.
In einem Chat mit dem offiziellen Symphony-X-Fanclub am 20. März 2006 kündigte er an, ein weiteres Solo-Album aufzunehmen. Dies soll allerdings erst nach der Fertigstellung des neuen Symphony-X-Albums Paradise Lost geschehen, welches im Juni 2007 erschien.
2018 erschien sein Soloalbum „War of the Worlds - Pt. 1“.

## Mitwirkung an Bands und Projekten
Neben der Arbeit mit Symphony X arbeitete Romeo mit einer Reihe anderer Bands, Künstler und Projekte aus dem Metal-Bereich zusammen. So spielte er 2004 mit dem Stratovarius-Sänger Timo Kotipelto dessen Soloalbum „Coldness“ ein. Zu hören ist er außerdem als Gastsolist auf den Alben „The Universal Migrator, Part II – Flight of the Migrator“ und „01011001“ von Ayreon und leistete einen Gastbeitrag auf dem Album „Forward and Beyond“ des ukrainisch-amerikanischen Keyboarders Vitalij Kuprij.

## Diskografie
Soloalben
- The Dark Chapter (1994)
- War of the Worlds, Pt. 1 (2018)
- War of the Worlds, Pt. 2 (2022)